# Hands
Hands es el álbum de estudio debut de la cantante inglesa Little Boots lanzado el 8 de junio de 2009 en el Reino Unido por 679 Recordings y Atlantic Records recibiendo mayoritariamente críticas positivas. El álbum alcanzó el top 5 en su país de origen, y sus primeros dos singles, "New in Town" y "Remedy" llegaron al top 15 y top 10, respectivamente.

## Listado de canciones
| N.º | Título | Escritor(es) | Productor(es) | Duración |  |

| canciones extra UK iTunes |                                                    |                                  |                        |          |  |
| N.º                       | Título                                             | Escritor(es)                     | Producer(s)            | Duración |  |
| 13.                       | «Meddle» (Tenori-on Piano Version)                 | Hesketh, Kurstin, Goddard        | Hesketh                | 3:12     |  |
| 14.                       | «Love Kills»                                       | Giorgio Moroder, Freddie Mercury | Kid Gloves             | 3:41     |  |
| 15.                       | «New in Town» (No One Is Safe – Al Kapranos Remix) | Hesketh, Kurstin                 | Kurstin, Alex Kapranos | 5:21     |  |

| canciones extra Japón |                                                    |                           |                   |          |  |
| N.º                   | Título                                             | Escritor(es)              | Producer(s)       | Duración |  |
| 13.                   | «Catch 22»                                         | Hesketh, Kurstin          | Kurstin           | 3:41     |  |
| 14.                   | «New in Town» (No One Is Safe – Al Kapranos Remix) | Hesketh, Kurstin          | Kurstin, Kapranos | 5:21     |  |
| 15.                   | «Stuck on Repeat» (Acoustic)                       | Hesketh, Kurstin, Goddard |                   | 4:48     |  |
| 16.                   | «New in Town» (video, directed by Jake Nava)       |                           |                   | 3:24     |  |

| canciones extra edición deluxe US iTunes |                                                |                           |             |          |  |
| N.º                                      | Título                                         | Escritor(es)              | Producer(s) | Duración |  |
| 13.                                      | «Catch 22»                                     | Hesketh, Kurstin          | Kurstin     | 3:41     |  |
| 14.                                      | «Stuck on Repeat» (Acoustic Version)           | Hesketh, Kurstin, Goddard |             | 4:29     |  |
| 15.                                      | «New in Town» (video, directed by Jake Nava)   |                           |             | 3:18     |  |
| 16.                                      | «Remedy» (video, directed by David Wilson)     |                           |             | 3:17     |  |
| 17.                                      | «Earthquake» (video, directed by David Wilson) |                           |             | 3:29     |  |

(*) indica coproductor